# Andy Marshall
Andrew John Marshall (Bury St Edmunds, 14 aprile 1975) è un allenatore di calcio ed ex calciatore inglese, di ruolo portiere, preparatore dei portieri del Birmingham City.

## Carriera

### Club

#### Norwich City
Marshall ha iniziato la carriera nelle giovanili del Norwich City. Ha effettuato il debutto in prima squadra il 27 dicembre 1994, entrando a partita in corso nella gara esterna con il Nottingham Forest, per sostituire l'infortunato Bryan Gunn. L'infortunio di Gunn lo ha tenuto fuori per il resto della stagione, perciò Marshall ha ottenuto il posto da titolare.
Gunn ha riconquistato il posto in squadra all'inizio del campionato seguente e Marshall è stato prestato prima al Bournemouth e poi al Gillingham per accumulare apparizioni nelle formazioni titolari. Gunn è rimasto la prima scelta per il ruolo di portiere fino al termine della stagione: successivamente, infatti, Marshall ha conquistato il suo posto ed è diventato una figura popolare a Carrow Road. Marshall, nella sua carriera coi Canaries, ha disputato duecentodiciannove incontri.
Il campionato 2000-2001 è stato il migliore disputato da Marshall per il Norwich City ed è stato anche l'ultimo in questo club. I tifosi hanno riconosciuto il suo contributo premiandolo con il titolo di calciatore dell'anno della squadra. Comunque, la scadenza del contratto di Marshall sarebbe arrivata nell'estate 2001 ed il calciatore ha rifiutato di firmare un nuovo accordo, sostenendo di voler provare la Premier League, per mettersi alla prova.
Quando Marshall è tornato a Carrow Road da avversario, è stato accolto in maniera ostile dai suoi ex-tifosi, che lo hanno considerato un "Giuda" per aver tradito il Norwich City, firmando con i rivali dell'Ipswich Town.

#### Ipswich Town
Ha firmato per l'allora club di Premier League dell'Ipswich Town, a parametro zero. Il club si era recentemente qualificato per la Coppa UEFA. Il trasferimento ha creato dei malumori sia tra i tifosi dell'Ipswich che tra quelli del Norwich.
Marshall ha potuto così esaudire il suo desiderio di giocare in Premier League. I rapporti tra lui e i nuovi tifosi, però, non sono mai stati sereni per via del suo passato al Norwich City. Neanche un impressionante clean sheet contro i suoi ex-compagni, festeggiato selvaggiamente, lo ha fatto entrare nel cuore dei sostenitori.
A novembre 2003, è stato ceduto in prestito ai Wolverhampton Wanderers.

#### Millwall
A gennaio 2004 viene prestato al Millwall. Il trasferimento è diventato definitivo due mesi dopo. Durante questo periodo con il nuovo club ha vinto diversi premi come uomo partita ed ha fatto parte della squadra che ha raggiunto la finale di FA Cup 2003-2004, per poi essere sconfitta tre a zero dal Manchester United.
È poi rimasto al Millwall per altri due anni, finché il suo contratto non è scaduto.

#### Coventry City
Il 30 giugno 2006, Marshall è passato al Coventry City a parametro zero, diventando un idolo dei tifosi, che gli hanno assegnato diversi premi nel 2007. È stato poi svincolato al termine del contratto, il 30 giugno 2009.

#### Aston Villa
Marshall ha trascorso un periodo di prova al Queens Park Rangers dopo la scadenza del suo contratto con il Coventry City. Il 3 agosto, il Q.P.R. gli ha offerto un accordo annuale. Invece, il 12 agosto, Marshall ha firmato un contratto annuale con l'Aston Villa. Il giocatore è stato impiegato prevalentemente per la squadra riserve, finché il suo contratto non è scaduto e non è stato rinnovato. Il 3 settembre 2010, però, ha trovato un accordo per rinnovare il suo contratto per un ulteriore anno. Il 5 giugno 2013, è stato svincolato dal suo club.

### Nazionale
Marshall ha disputato quattro partite per l'Inghilterra under 21, nel corso del 1996.